# 手語新聞報道

《手語新聞報道》舊開場片頭

《手語新聞報道》（英語：News Report with Sign Language），香港電視廣播有限公司新聞及資訊部製作的新聞節目，由2018年7月3日開始，每日晚上19:00於明珠台播出；通常情況下該節目是與無綫新聞台同步播出19:00的一節《新聞報道》，但畫面右方增加香港手語傳譯員的即時傳譯。2019年6月10日起，由於無綫新聞台在部分日子（尤其是週末）晚間需要直播反對逃犯條例修訂草案運動的抗議活動，在無綫新聞台需直播特別新聞而非正常7點《新聞報道》時，當天的《手語新聞報道》為只在明珠台獨播、而非聯播無綫新聞台的《新聞報道》。 
目前香港免費電視台的手語新聞時事節目有港台電視的《新聞天地》及《時事摘錄》、HOY資訊台的「手語新聞報道」以及ViuTV的「6點新聞報道」。

## 歷史
- 2018年6月22日，本節目宣傳片於多個頻道播放，宣傳口號為「無綫新聞，想多一步，動手去做」。[1]
- 2018年7月3日起，節目正式啟播，於每晚7點聯播無綫新聞台的《新聞報道》，手語傳譯置於畫面右方。
- 2018年8月14日起，本節目於片頭開場後與間場前的內容提要片段均提供字幕。
- 2018年10月11日起，本節目於左上角顯示天氣及時間資訊列，並顯示時間、氣溫、相對濕度、天色、生效警告。
- 2019年9月15日起，本節目跟隨無綫新聞台的《新聞報道》更換片頭。

## 主播
現任無綫新聞台主播如下列
- 彭建樺
- 王穎琪
- 周可茵
- 容家耀
- 王倩荷
- 陳語翹
- 廖淑怡
- 鄭禧年
- 賀子欣
- 譚詩雅
- 梁思齊

### 現任前職
- 葉芷樺
- 林婷婷
- 黎在山

### 已離職人員
- 鄭伊善
- 金盈
- 梁凱寧
- 張文采
- 陳佩霞
- 王俊彥
- 賴凱靖
- 李慧怡
- 何駿彥
- 袁思行
- 鄧文瀚
- 蕭梓恒
- 馬琛沂
- 袁沅玉
- 徐俊逸
- 麥詩敏
- 胡朗軒
- 林可瑩
- 李澤浩
- 關可為
- 賴君蕊

## 手語傳譯員

### 現職手語傳譯員
- 馬芬燕
- 黃惠蘭
- 胡凱欣

### 前任手語傳譯員
- 程冬瑤
- 高梓筠

## 即時手語傳譯
為方便聾人及弱聽人士收看，《手語新聞報道》不但配有中文字幕，亦會由聾人機構「龍耳」提供即時手語傳譯。手語傳譯員佔電視畫面的四分之一。
無綫新聞副總監黃淑明表示，新聞部就手語新聞成立了顧問小組，定期有檢討會議，社會福利署前助理署長陳肖齡亦加入了顧問小組。

## 傳譯前的準備
現職手語傳譯員馬芬燕表示要在大約下午5時30分到無綫電視城，化妝後，便會在電腦前預先看新聞稿，到晚上7時便會到直播室。除了在就位時看新聞稿外，更會在空閒時於手機上看一下正發生甚麼新聞，做好準備。她指出這份工作不應只在當下做準備，而是事前要主動去預備。她亦指出手語語法沒有一套「官方」手勢，最大困難是要譯得準確，當中翻譯體育及財經新聞是最困難，為此她依靠多年經驗，並多與其他傳譯員和聾人了解商討。

## 評審過程
為確保報道中的手語翻譯準確無誤，在挑選手語翻譯員方面，與通訊事務管理局商討後，選擇從香港手語翻譯員名單進行招標工作。為符合通訊局及社會大眾的要求，黃淑明表示資訊一定要準確無誤。當時有四個機構入標，每個入標的機構至少要有四個翻譯員列在名單之上，以確保是合格水平。

## 中標機構
當時中標的手語傳譯服務提供者為聾人機構「龍耳」，該機構表示現時聾人難以觀看香港電視節目，即使電視節目配備中文字幕，但字幕轉換速度很快，聾人使用的手語屬視覺語言，與閱讀中文在文法上並不相同，因此他們未必能在短時間內理解字幕的意思。現在電視新聞增設手語傳譯，可算是踏出一小步。

## 播放頻道
無綫安排本節目於明珠台播放，但是無綫指出，暫時無意在翡翠台安排同類新聞時段，因為考慮到香港懂手語的聾人只佔少數，所以在明珠台開闢新時段提供設有手語傳譯的粵語新聞節目，以平衡整體電視觀眾的利益。明珠台與翡翠台及無綫新聞台的覆蓋範圍及滲透率相若，此安排亦可照顧香港本地聾人的需要，並獲通訊局接納。

## 播放規定
通訊局向無綫發出指令，要求實行以下手語規定：
1. 須於每日下午六時至午夜十二時之間，在其綜合英語頻道（即明珠台）播放一個不少於15分鐘設有手語傳譯及繁體中文字幕的詳盡粵語新聞節目（手語新聞節目）；[9]
2. 如手語新聞節目當中某些環節已有文字顯示，或在某些情況下因技術限制而令提供手語服務不可行，則無須提供手語傳譯；
3. 就手語新聞節目的手語傳譯表達手法而言，有關的手語傳譯必須清晰可辨，讓觀眾清楚看見。[10][11]

## 評價
社會服務聯會主席蔡海偉表示宣傳片段的製作較預期好看，幾位主播更使用手語介紹這節目，其中一句口號是「在乎你所需要」。他指出這是聾人一直倡議的權益，經過多番爭取，作為公營機構的香港電台製作首個提供手語傳譯直播新聞節目，現在終於有私營電視台踏出重要一步，回應聾人的需要。